# E8 (lok)
E8 var SJs Littera på HNJs tyskbyggda trecylindriga ånglok litt G10.
1922 kunde HNJ billigt köpa 4 moderna, trecylindriga, överhettade godstågslok av Hanomag. De fyra loken fick HNJ littera M (1932 ändrat till G10) nr 38-41 och de övertog tjänsten med de viktigaste godstågen på linjen Halmstad-Nässjö från de äldre loken Littera H. År 1932 byggdes lok 38 om till tanklok efter mönster av NOJs nya godstågslok för att bättre kunna användas i tunga godståg på sträckan Jönköping-Vaggeryd. Tankloket fick littera Ma (1932 ändrat till T10).
Under perioder, främst andra världskriget, eldades HNJ-lok med stycketorv från egna mossar.
När SJ tog över HNJ 1945 gavs loken SJs littera E8 och nr 1754–1756. Till största delen var loken kvar på de f.d. HNJ-linjerna tills de avställdes i beredskapsreserven i slutet av 1950-talet. År 1973 slopades loken och skrotades några år senare.